# Chromolaena
Chromolaena, rod glavočika iz podtribusa Praxelinae opisan 1836. godine. To su tropske i suptropske vrste cvjetnih grmova porijeklom iz Amerike, od Floride i Teksasa u Sjedinjenim Državama na jugu preko Meksika i Kariba do Južne Amerike.

## Opis
Chromolaena kako je trenutno razgraničena uključuje preko 160 vrsta. Njegove su vrste tradicionalno bile uključene u Eupatorium s.l. na temelju 5-rebrastih cipsela koje imaju papus od brojnih čekinja. Karakteriziraju ga obično cilindrične glavice s brojnim, upadljivo preklapajućim listolikim braktejama. Središte njezine raznolikosti nalazi se u Brazilu, ali nekoliko vrsta (osobito C. odorata) postale su korovske štetočine diljem svijeta. Apomiksis i hibridizacija, često u kombinaciji, uvelike kompliciraju sistematiku roda.
Molekularne analize sugerirale su da većina meksičkih vrsta koje su sada smještene u Chromolaena (npr. one koje su King i Robinson smjestili u subgen. Osmiella, karakteriziran nedostatkom papila na unutarnjoj površini režnjeva vjenčića) nisu tamo točno smještene, i potrebno je procijeniti generički položaj ovih kao i karipskih vrsta.

## Vrste
1. Chromolaena adenolepis (Sch.Bip. ex Baker) R.M.King & H.Rob.
2. Chromolaena alvimii R.M.King & H.Rob.
3. Chromolaena amambayensis (Cabrera) Grossi, V.G.Salgado & D.G.Gut.
4. Chromolaena anachoretica (B.L.Rob.) R.M.King & H.Rob.
5. Chromolaena aridicola V.M.Badillo
6. Chromolaena arnottiana (Griseb.) R.M.King & H.Rob.
7. Chromolaena arrayana (Gardner) R.M.King & H.Rob.
8. Chromolaena ascendens (Sch.Bip. ex Baker) R.M.King & H.Rob.
9. Chromolaena asperrima (Baker) R.M.King & H.Rob.
10. Chromolaena austera (B.L.Rob.) R.M.King & H.Rob.
11. Chromolaena baccharidifolia Rodr.-Cabeza & S.Díaz
12. Chromolaena bahamensis (Northr.) R.M.King & H.Rob.
13. Chromolaena bangii (Rusby) R.M.King & H.Rob.
14. Chromolaena barbacensis (Hieron.) R.M.King & H.Rob.
15. Chromolaena barrosoae R.M.King & H.Rob.
16. Chromolaena bathyphlebia (B.L.Rob.) R.M.King & H.Rob.
17. Chromolaena beckii R.M.King & H.Rob.
18. Chromolaena bigelovii (A.Gray) R.M.King & H.Rob.
19. Chromolaena borinquensis (Britton) R.M.King & H.Rob.
20. Chromolaena breedlovei R.M.King & H.Rob.
21. Chromolaena brunneola (Baker) R.M.King & H.Rob.
22. Chromolaena bullata (Klatt) R.M.King & H.Rob.
23. Chromolaena caaguazuensis (Hieron.) R.M.King & H.Rob.
24. Chromolaena caldensis (B.L.Rob.) R.M.King & H.Rob.
25. Chromolaena callilepis (Baker) R.M.King & H.Rob.
26. Chromolaena campestris (DC.) R.M.King & H.Rob.
27. Chromolaena chaseae (B.L.Rob.) R.M.King & H.Rob.
28. Chromolaena christieana (Baker) R.M.King & H.Rob.
29. Chromolaena chrysosticta (B.L.Rob.) R.M.King & H.Rob.
30. Chromolaena cinereoviridis (Sch.Bip. ex Baker) R.M.King & H.Rob.
31. Chromolaena collina (DC.) R.M.King & H.Rob.
32. Chromolaena columbiana (Heering) R.M.King & H.Rob.
33. Chromolaena congesta (Hook. & Arn.) R.M.King & H.Rob.
34. Chromolaena connivens (Rusby) R.M.King & H.Rob.
35. Chromolaena corymbosa (Aubl.) R.M.King & H.Rob.
36. Chromolaena costatipes (B.L.Rob.) R.M.King & H.Rob.
37. Chromolaena cryptantha (Baker) R.M.King & H.Rob.
38. Chromolaena cylindrocephala (Baker) R.M.King & H.Rob.
39. Chromolaena desmocephala (B.L.Rob.) R.M.King & H.Rob.
40. Chromolaena diaphanophlebia (B.L.Rob.) R.M.King & H.Rob.
41. Chromolaena dussii (Urb.) R.M.King & H.Rob.
42. Chromolaena elliptica (Hook. & Arn.) R.M.King & H.Rob.
43. Chromolaena epaleacea Gardner
44. Chromolaena eripsima (B.L.Rob.) R.M.King & H.Rob.
45. Chromolaena extensa (Gardner) R.M.King & H.Rob.
46. Chromolaena farinosa (B.L.Rob.) R.M.King & H.Rob.
47. Chromolaena ferruginea (Sch.Bip.) R.M.King & H.Rob.
48. Chromolaena frustrata (B.L.Rob.) R.M.King & H.Rob.
49. Chromolaena gentianoides (B.L.Rob.) R.M.King & H.Rob.
50. Chromolaena geranifolia (Urb.) R.M.King & H.Rob.
51. Chromolaena glaberrima (DC.) R.M.King & H.Rob.
52. Chromolaena guiengolensis (L.Torres & Villaseñor) B.L.Turner
53. Chromolaena haenkeana (DC.) R.M.King & H.Rob.
54. Chromolaena haughtii (B.L.Rob.) R.M.King & H.Rob.
55. Chromolaena herzogii (B.L.Rob.) R.M.King & H.Rob.
56. Chromolaena heteroclinia (Griseb.) R.M.King & H.Rob.
57. Chromolaena heterosquamea (Urb. & Ekman) R.M.King & H.Rob.
58. Chromolaena hirsuta (Hook. & Arn.) R.M.King & H.Rob.
59. Chromolaena hookeriana (Griseb.) R.M.King & H.Rob.
60. Chromolaena horminoides DC.
61. Chromolaena hypericifolia (Kunth) R.M.King & H.Rob.
62. Chromolaena hypodictya (B.L.Rob.) R.M.King & H.Rob.
63. Chromolaena impetiolaris (Griseb.) Nicolson
64. Chromolaena integrifolia (Bertero ex Spreng.) R.M.King & H.Rob.
65. Chromolaena iridolepis (B.L.Rob.) R.M.King & H.Rob.
66. Chromolaena ivifolia (L.) R.M.King & H.Rob.
67. Chromolaena jelskii (Hieron.) R.M.King & H.Rob.
68. Chromolaena kleinii (Cabrera) R.M.King & H.Rob.
69. Chromolaena laevigata (Lam.) R.M.King & H.Rob.
70. Chromolaena larensis (V.M.Badillo) R.M.King & H.Rob.
71. Chromolaena latisquamulosa (Hieron.) R.M.King & H.Rob.
72. Chromolaena leivensis (Hieron.) R.M.King & H.Rob.
73. Chromolaena lepidodisca S.Díaz & Rodr.-Cabeza
74. Chromolaena leptocephala (DC.) R.M.King & H.Rob.
75. Chromolaena leucocephala Gardner
76. Chromolaena lilacina (Hieron.) R.M.King & H.Rob.
77. Chromolaena linearis (Malme) R.M.King & H.Rob.
78. Chromolaena lucayana (Britton) R.M.King & H.Rob.
79. Chromolaena lundellii R.M.King & H.Rob.
80. Chromolaena macarenensis Rodr.-Cabeza & S.Díaz
81. Chromolaena macrantha (Sw.) R.M.King & H.Rob.
82. Chromolaena macrodon (DC.) Nicolson
83. Chromolaena mallota (B.L.Rob.) R.M.King & H.Rob.
84. Chromolaena margaritensis (Hassl.) R.M.King & H.Rob.
85. Chromolaena mattogrossensis (Hieron.) R.M.King & H.Rob.
86. Chromolaena maximiliani (Schrad. ex DC.) R.M.King & H.Rob.
87. Chromolaena meridensis (B.L.Rob.) R.M.King & H.Rob.
88. Chromolaena minasgeraesensis (Hieron.) R.M.King & H.Rob.
89. Chromolaena misella (McVaugh) R.King & H.Rob.
90. Chromolaena molina (B.L.Rob.) R.M.King & H.Rob.
91. Chromolaena morii R.M.King & H.Rob.
92. Chromolaena moritensis (Aristeg.) R.M.King & H.Rob.
93. Chromolaena moritziana (Sch.Bip. ex Hieron.) R.M.King & H.Rob.
94. Chromolaena mucronata (Gardner) R.M.King & H.Rob.
95. Chromolaena multiflosculosa (DC.) R.M.King & H.Rob.
96. Chromolaena myriadenia R.M.King & H.Rob.
97. Chromolaena myriocephala (Gardner) R.M.King & H.Rob.
98. Chromolaena odorata (L.) R.M.King & H.Rob.
99. Chromolaena opadoclinia (S.F.Blake) R.M.King & H.Rob.
100. Chromolaena orbignyana (Klatt) R.M.King & H.Rob.
101. Chromolaena ossaeana (DC.) R.M.King & H.Rob.
102. Chromolaena oteroi (Monach.) R.M.King & H.Rob.
103. Chromolaena ovaliflora (Hook. & Arn.) R.M.King & H.Rob.
104. Chromolaena oxylepis (DC.) R.M.King & H.Rob.
105. Chromolaena palmaris (Sch.Bip. ex Baker) R.M.King & H.Rob.
106. Chromolaena paraguariensis (Hieron.) R.M.King & H.Rob.
107. Chromolaena parviceps (Malme) R.M.King & H.Rob.
108. Chromolaena pedalis (Sch.Bip. ex Baker) R.M.King & H.Rob.
109. Chromolaena pedunculosa (Hook. & Arn.) R.M.King & H.Rob.
110. Chromolaena pellia (Klatt) R.M.King & H.Rob.
111. Chromolaena perforata (Sch.Bip. ex Baker) R.M.King & H.Rob.
112. Chromolaena perglabra (B.L.Rob.) R.M.King & H.Rob.
113. Chromolaena perijaensis R.M.King & H.Rob.
114. Chromolaena persericea R.M.King & H.Rob.
115. Chromolaena pharcidodes (B.L.Rob.) R.M.King & H.Rob.
116. Chromolaena picta (Gardner) R.M.King & H.Rob.
117. Chromolaena ponsiae V.M.Badillo
118. Chromolaena porphyrolepis (Baker) R.M.King & H.Rob.
119. Chromolaena pseudinsignis R.M.King & H.Rob.
120. Chromolaena pulchella (Kunth) R.M.King & H.Rob.
121. Chromolaena punctulata (DC.) R.M.King & H.Rob.
122. Chromolaena pungens (Gardner) R.M.King & H.Rob.
123. Chromolaena quercetorum (L.O.Williams) R.M.King & H.Rob.
124. Chromolaena revoluta (Gardner) R.M.King & H.Rob.
125. Chromolaena rhinanthacea (DC.) R.M.King & H.Rob.
126. Chromolaena rigida (Sw.) R.M.King & H.Rob.
127. Chromolaena rojasii (Hassl.) R.M.King & H.Rob.
128. Chromolaena roseorum (B.L.Rob.) R.M.King & H.Rob.
129. Chromolaena sagittata (A.Gray) R.M.King & H.Rob.
130. Chromolaena sagittifera (B.L.Rob.) R.M.King & H.Rob.
131. Chromolaena santanensis (Aristeg.) R.M.King & H.Rob.
132. Chromolaena scabra (L.f.) R.M.King & H.Rob.
133. Chromolaena serratuloides (Kunth) R.M.King & H.Rob.
134. Chromolaena sinuata (Lam.) R.M.King & H.Rob.
135. Chromolaena squalida (DC.) R.M.King & H.Rob.
136. Chromolaena squarrosoramosa (Hieron.) R.M.King & H.Rob.
137. Chromolaena squarrulosa (Hook. & Arn.) R.M.King & H.Rob.
138. Chromolaena stachyophylla (Spreng.) R.M.King & H.Rob.
139. Chromolaena steyermarkiana (V.M.Badillo) R.M.King & H.Rob.
140. Chromolaena subscandens (Hieron.) R.M.King & H.Rob.
141. Chromolaena tacotana (Klatt) R.M.King & H.Rob.
142. Chromolaena tamaulipasensis (R.M.King & H.Rob.) B.L.Turner
143. Chromolaena tecta (Gardner) R.M.King & H.Rob.
144. Chromolaena tenuicapitulata (Hieron.) R.M.King & H.Rob.
145. Chromolaena ternicapitulata Pruski
146. Chromolaena thurnii (B.L.Rob.) R.M.King & H.Rob.
147. Chromolaena toldensis (Hieron.) R.M.King & H.Rob.
148. Chromolaena trigonocarpa (Griseb.) R.M.King & H.Rob.
149. Chromolaena trujillensis (B.L.Rob.) R.M.King & H.Rob.
150. Chromolaena tunariensis (Hieron.) R.M.King & H.Rob.
151. Chromolaena tyleri (B.L.Rob.) R.M.King & H.Rob.
152. Chromolaena ulei (Hieron.) R.M.King & H.Rob.
153. Chromolaena uromeres (B.L.Rob.) R.M.King & H.Rob.
154. Chromolaena urticoides (Sch.Bip. ex Hieron.) R.M.King & H.Rob.
155. Chromolaena verbenacea (DC.) R.M.King & H.Rob.
156. Chromolaena verticillata R.M.King & H.Rob.
157. Chromolaena vindex (DC.) R.M.King & H.Rob.
158. Chromolaena voglii (B.L.Rob.) H.Huber
159. Chromolaena xestolepidoides (Wurdack) R.M.King & H.Rob.
160. Chromolaena xestolepis (B.L.Rob.) R.M.King & H.Rob.
161. Chromolaena xylorrhiza (Sch.Bip. ex Baker) R.M.King & H.Rob.

## Sinonimi
- Heterolaena Sch.Bip. ex Benth. & Hook.f.; Gen. Pl. 2: 245 (1873), nom. inval.
- Osmia Sch.Bip.; Jahresber. Pollichia 22-24: 251 (1866)